# Miguel de Estete
Miguel de Estete (Santo Domingo de la Calzada, España, ¿1495? – Huamanga, Perú, alrededor de 1572) fue un conquistador y cronista español. Autor de una célebre crónica o relación de la conquista del Perú, titulada El descubrimiento y conquista del Perú, que abarca desde el arribo de los españoles a territorio del Imperio inca hasta la captura del Cuzco, relación que permaneció inédita hasta el siglo XX.

## Biografía
Natural de Santo Domingo de la Calzada, localidad situada en pleno Camino de Santiago y miembro de la diócesis de Calahorra-La Calzada, cerca de Logroño, al norte de España. Cuando tenía aproximadamente treinta años de edad pasó a América acompañando a su pariente Martín de Estete (1525). En 1527 se hallaba en Nicaragua. Deseando labrarse fortuna, pasó a Panamá, donde se enroló en las huestes que Diego de Almagro reclutaba para apoyar a su socio Francisco Pizarro en la exploración de las nuevas tierras situadas más al sur, lo que a la postre permitió el descubrimiento del Imperio inca.
Acompañó a Pizarro en su tercer viaje al Perú y estuvo presente en los primeros episodios de la conquista del Perú. Participó en el combate contra los naturales de la isla de la Puná, en el desembarco en Tumbes, en la fundación de San Miguel de Piura y en la marcha hacia Cajamarca. Acompañó a Hernando Pizarro y a Hernando de Soto en la famosa entrevista con el inca Atahualpa en los baños de Pultumarca, cerca de Cajamarca. Estuvo luego en la masacre de Cajamarca y la captura del Inca, momento en el cual, según cuenta el Inca Garcilaso de la Vega, arrancó la mascapaicha o insignia imperial de la cabeza de Atahualpa. Otra versión afirma que intentó dar una estocada al Inca, lo que impidió el mismo Pizarro, sufriendo éste una herida en la mano.
Luego integró la expedición que Hernando Pizarro organizó hacia el santuario de Pachacámac, en la costa central del Perú, a fin de activar el recojo del rescate del Inca Atahualpa. Esta expedición partió el 5 de enero de 1533 y tras recorrer durante cuatro meses llegaron finalmente a su destino. Hernando y Estete penetraron hasta la cueva donde se hallaba el ídolo de Pachacámac, al cual sacaron y destruyeron ante la vista de los indios. Luego de recolectar todo el oro que pudieron, retornaron a Cajamarca (14 de abril de 1533). En el reparto de rescate del Inca, a Estete le tocó 367 marcos de plata y 8.980 pesos de oro, suma muy crecida.
El cronista Fernández de Oviedo asegura que Estete se contó entre los españoles que quisieron salvar al Inca de ser ejecutado y que junto con otros cuatro conquistadores salió de Cajamarca para cerciorarse si eran ciertos los rumores que venía un ejército de indios a liberar al Inca. Cuando retornó ya Atahualpa había sido ajusticiado.
Participó luego en la marcha hacia el Cuzco, donde quedó impresionado por la majestuosidad de sus construcciones. En 1534 o 1535 escribió Una relación del viaje que hizo el señor capitán Hernando Pizarro por mandado del señor Gobernador, su hermano, desde el pueblo de Caxamalca a Pachacama y de allí a Jauja, que fue íntegramente transcrita en las obras de Francisco de Jerez y Gonzalo Fernández de Oviedo. Por entonces debió empezar otra relación de la conquista que recién sería publicada en el siglo XX, titulada El descubrimiento y la conquista del Perú, escrita en forma muy detallada y animada.
Al parecer, suele confundírsele con uno o dos homónimos suyos que también estuvieron en el Perú, uno de ellos vecino de Lima y otro que regresó a España. Lo que podemos aseverar con seguridad es que en 1539 se avecindó en Huamanga en donde recibió un repartimiento de indios y al año siguiente fundó una de las seis capellanías de la iglesia parroquial, con renta de cincuenta pesos.
Se sabe también que en 1553 firmó un acta apoyando la resistencia de los vecinos de Huamanga a ciertos mandatos de la Real Audiencia de Lima que no se ajustaban con las leyes establecidas, por lo cual apelaron al Rey. Luego arrojaron al corregidor Juan Ruiz y apoyaron al caudillo rebelde Francisco Hernández Girón. 
Cuando en 1557 el príncipe inca Sayri Túpac salió de su refugio de Vilcabamba y pasó por Huamanga en camino hacia Lima (donde le esperaba el virrey Andrés Hurtado de Mendoza), los vecinos salieron a recibirle y le dieron posada. Al día siguiente Estete fue a visitarle para entregarle la mascapaicha que años antes había arrebatado a Atahualpa. Sayri Túpac la recibió con muestras de fingido contento, ya que en el fondo detestaba tal insignia por haber pertenecido a un inca usurpador que había suplantado y matado al legítimo inca, Huáscar, y causado tantos males a su familia. Al menos así lo relata el Inca Garcilaso en su Segunda parte de los Comentarios Reales o Historia General del Perú.
A partir de entonces no se encuentran más noticias de Miguel de Estete en las crónicas. Se sabe que estuvo casado con doña Beatriz de Guevara con la que tuvo numerosos hijos. Debió morir en Huamanga, hacia 1572, ya octogenario. En 1574 su hija Isabel de Estete, monja del monasterio de la Encarnación de Lima, fundó una capellanía en el monasterio de Santo Domingo de Huamanga, en honor a la memoria de su padre.

## Obras
Hasta inicios del siglo XX, no se conocía de Estete más que su relato sobre la expedición a Pachacámac, que insertó el cronista Jerez en su obra, como Una relación del viaje que hizo el señor capitán Hernando Pizarro por mandado del señor Gobernador, su hermano, desde el pueblo de Caxamalca a Pachacamac y de allí a Jauja, donde se narra dicho acontecimiento con riqueza de detalles sobre el paisaje, los habitantes, sus costumbres, etc.
Siglos después fue descubierta su obra El descubrimiento y conquista del Perú en el Archivo General de Indias, que consiste en un manuscrito de doce folios hallados entre los papeles del Arca de Santa Cruz. La editó Jacinto Jijón y Caamaño en el Boletín de la Academia Nacional de la Historia bajo el título de Noticia del Perú (Quito, 1916); luego la editó Carlos Manuel Larrea como El descubrimiento y la conquista del Perú. Relación inédita de Miguel de Estete, en 51 páginas y 12 láminas en el Boletín de la Sociedad Ecuatoriana de Estudios Históricos Americanos (Quito, 1918). Fue republicada en 1924 en 73 páginas dentro de la Colección de libros y documentos referentes a la historia del Perú editada en Lima por Carlos A. Romero y Horacio H. Urteaga.
Estete habría dirigido y presentado esta última Relación al Supremo Consejo de Indias en un viaje que hizo a España. Posiblemente la terminó de escribir en 1542, pero lamentablemente se ha extraviado su última parte.